# 刘震乙
刘震乙（1921年10月—2011年11月），男，河南新郑人，中华人民共和国动物遗传育种学家，曾任内蒙古自治区人大常委会副主任，第六届全国政协委员，第八届全国人大代表。